# Островська (Верховазький район)
Остро́вська (рос. Островская) — присілок у складі Верховазького району Вологодської області, Росія. Входить до складу Морозовського сільського поселення.

## Населення
Населення — 5 осіб (2010; 8 у 2002).
Національний склад (станом на 2002 рік):
- росіяни — 87 %